# Carpetbagger

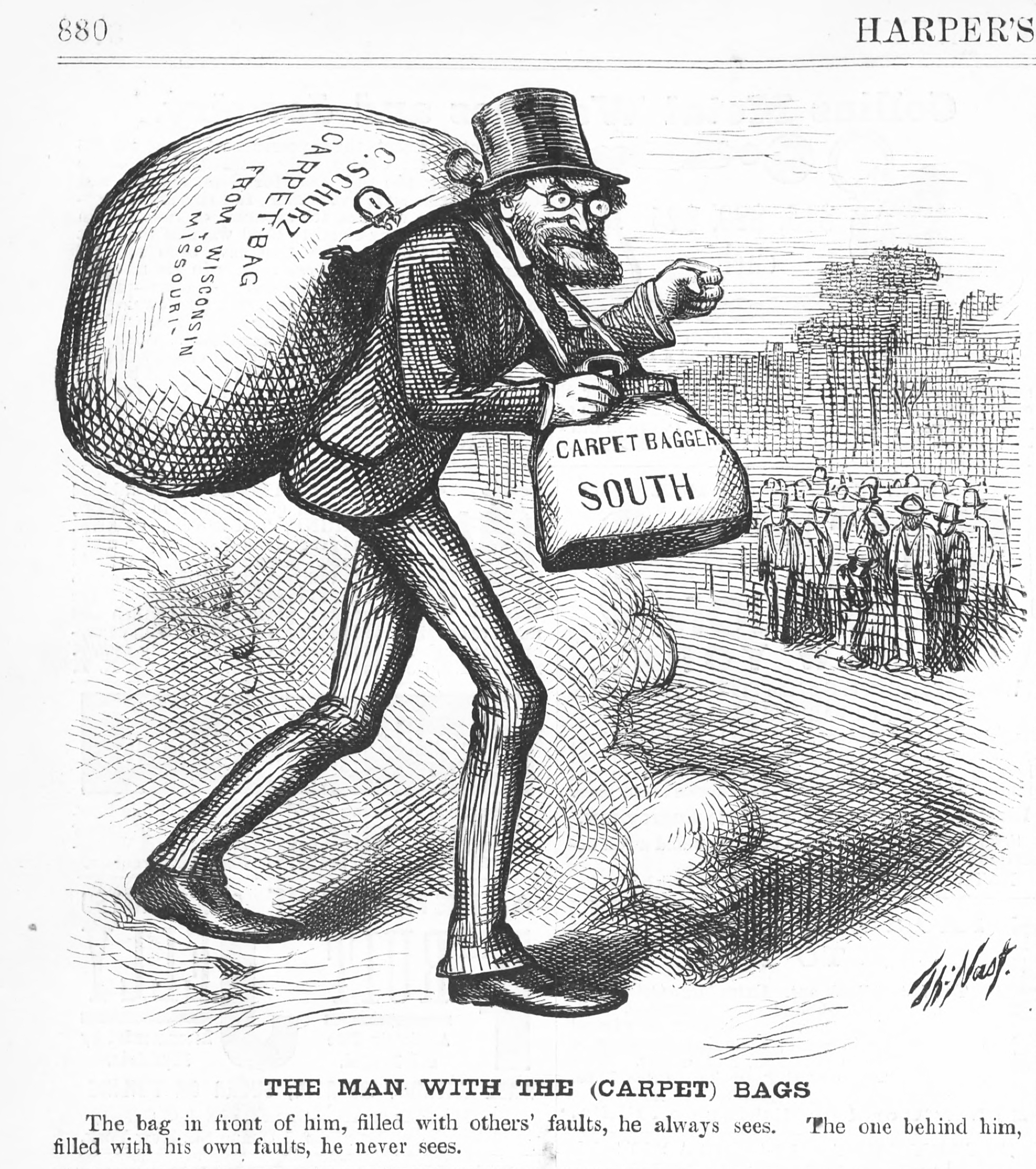
Biếm họa năm 1872 miêu tả kẻ mang túi từ Bắc vào Nam Hoa Kỳ

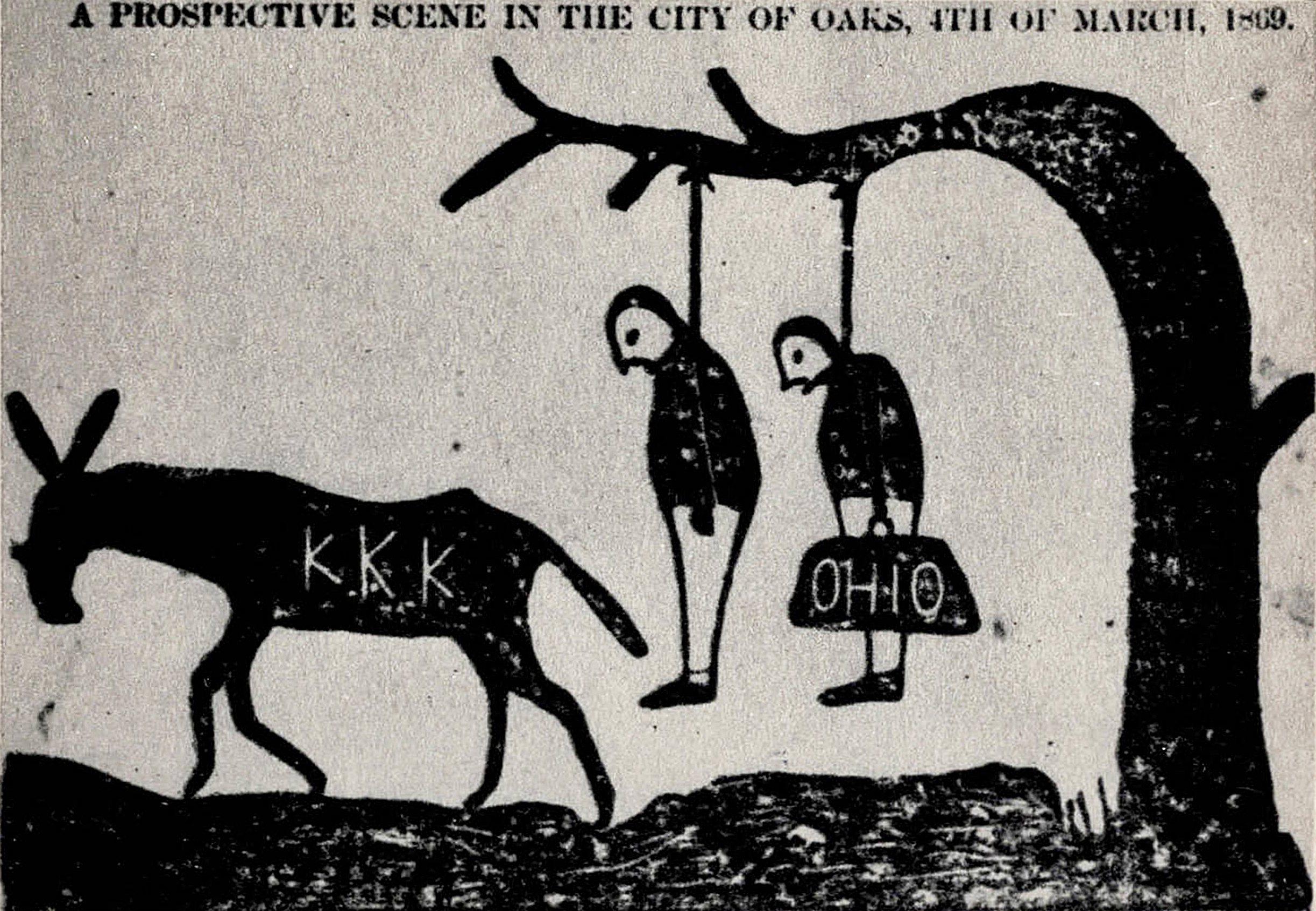
Biếm họa trong báo Independent Monitor (Tuscaloosa, Alabama, 1868) đe dọa rằng Ku Klux Klan sẽ treo cổ các carpetbagger.

Trong lịch sử Hoa Kỳ, carpetbagger (kẻ gói thảm hoặc kẻ mang túi) là một từ có ý tiêu cực chỉ đến những người miền Bắc hoạt động đầu cơ chính trị tại miền Nam vào thời Tái thiết sau khi miền Nam thua cuộc nội chiến.
Cụm từ này từ chữ tiếng Anh: Carpet bag là cái túi cho người đi du lịch làm từ chất liệu vải in tương tự thảm phổ biến tại Mỹ và châu Âu trong thế kỷ 19 hoặc những gói làm bằng thảm chứa đựng hành lý mà những người này đem theo khi họ di chuyển đến miền Nam. Nó có dụng ý rằng những người này chỉ là những kẻ lợi dụng thời cơ, không có ý định ở lại lâu dài, mà chỉ muốn bóc lột người bản xứ.
Sau cuộc nội chiến Hoa Kỳ khi Liên minh miền Nam Hoa Kỳ thua cuộc, tại miền Nam có nhiều chức vị lãnh đạo bỏ trống nên nhiều người cơ hội trở thành thị trưởng hoặc nắm chức vụ cao hơn trong chính quyền, với sự đồng thuận của chính phủ trung ương, thí dụ như William Pitt Kellogg, thống đốc tiểu bang Louisiana từ 1873 đến 1877. Cụm từ này cũng được dùng cho những nhà chính trị di chuyển đến tiểu bang khác để có cơ hội nâng cao địa vị.
Ngày nay, cụm từ này được các nhà sử học sử dụng một cách ít tiêu cực hơn, và cũng được áp dụng cho những người không liên quan đến thời kỳ này.